# Рид, Уинстон
Уи́нстон Уи́рему Рид (англ. Winston Wiremu Reid; род. 3 июля 1988, Окленд) — датский и новозеландский футболист, центральный защитник сборной Новой Зеландии.

## Карьера
Уинстон Рид родился в Норт-Шоре, Окленд. У родителей будущего футболиста были маорийские корни. В возрасте 10 лет вместе с матерью и отчимом Рид переехал в Данию.

### Клубная
На юношеском уровне Рид играл сначала в клубе «Содерборг», затем перевёлся в академию «Мидтъюлланна».
В 2005 году началась профессиональная карьера Рида. В первых трёх сезонах он проводил в среднем по 10 матчей. В сезоне 2008/09 Уинстон занял место в основном составе команды и сыграл уже в 25 матчах, а в следующем чемпионате — в 29.
В августе 2010 года перешёл в английский «Вест Хэм Юнайтед», подписав трёхлетний контракт.

### Международная
В 2006 году Рид получил датское гражданство, после чего стал вызываться в молодёжные сборные Дании различных возрастов. Уинстон играл и в отборочных матчах к молодёжному чемпионату Европы.
11 марта 2010 года Рид заявил, что хочет выступать за сборную Новой Зеландии. Несмотря на то, что тренер новозеландцев Рики Херберт ни разу не видел игры Уинстона, он включил его в заявку на чемпионат мира 2010. Несколько недель спустя защитник дебютировал в составе сборной в матче с Австралией.
На чемпионате мира Рид продемонстрировал запоминающуюся игру, приняв участие в обоих забитых новозеландцами на турнире голах — в матче со словаками он отличился сам, а в игре с командой Италии отдал результативную передачу Шейну Смельцу.